# Малахов, Георгий Михайлович
Мала́хов Георгий Михайлович (16 [29] марта 1907, Белополье, Харьковская губерния — 2 июля 2001, Кривой Рог, Днепропетровская область) — советский и украинский учёный в области горного дела, новатор в области железорудной и марганцеворудной разработки.

## Биография
Родился 16 (29) марта 1907 года в Белополье Сумского уезда Харьковской губернии (ныне — Сумская область, Украина) в семье железнодорожного служащего.
Окончил 5 классов гимназии в посёлке Знаменка и Днепропетровский техникум железнодорожного транспорта. В 1926 году поступил в Днепропетровский горный институт, который окончил в 1930 году и получил направление на работу в Кривбасс. На руководящих должностях горных предприятий Министерства чёрной металлургии CCCP в Кривом Роге. Член ВКП(б) с 1947 года.

### Трудовой путь
- В 1930—1934 годах работал начальником участка, затем заведующим отдела механизации и пневматического бурения, заведующим горных работ Ингулецкого рудоуправления.
- В 1934—1939 годах — главный инженер рудоуправления имени газеты «Правда», рудника «Жёлтая Река», рудоуправления имени Ф. Э. Дзержинского в Кривом Роге.
- В 1939—1941 годах — начальник горного сектора Научно-исследовательского горнорудного института (НИГРИ).
- В 1941—1944 годах, после эвакуации горного института на Урал — главный инженер Бакальского рудника Челябинской области. В феврале 1942 года руководил строительством двухкилометровой железнодорожной ветки на Кварцитный рудник. Строительство пути в рекордно короткий срок позволило отгружать кварцит на Челябинский электрометаллургический комбинат. Внедрил на руднике новую технологию добычи руды. В 1943 году здесь добывалось на 180 % больше руды по сравнению с 1942 годом.
- В 1944—1945 годах — главный инженер строительства Дашкесанского рудника в Азербайджанской ССР.
- В 1945—1951 годах — заведующий Кафедрой разработки рудных залежей Криворожского горнорудного института.
- В 1951 году становится ректором Криворожского горнорудного института и работает на должности до 1973 года.
- С 1973 года — заведующий отдела проблем разработки рудных месторождений, охраны недр и комплексного использования недр Института геологических наук АН УССР[1].

### Научная деятельность
Доктор технических наук с 1951 года, профессор с 1953 года, избран академиком АН УССР 20 декабря 1967 года.
Георгий Михайлович работал над созданием и усовершенствованием способов добычи полезных ископаемых, в том числе и на больших глубинах. Обосновал методы вскрытия, подготовки и разработки рудных месторождений, занимался разработкой совершенных способов буровзрывных работ. Разработал теорию выпуска руды из обрушенных блоков и управление горным давлением на больших глубинах. Является автором более 360 работ, в том числе 26 монографий. Зарегистрировано 15 свидетельств на изобретения, в частности «Способ комбинированной разработки месторождений полезных ископаемых» (1980) в соавторстве с Н. А. Гончаренко, О. С. Брюховецким и А. Д. Черных.
Работы:
- Снижение потерь и обеднения руды при разработке Криворожского бассейна (1955);
- Выпуск руды с обрушенных блоков (1958);
- Системы подземной разработки железорудных месторождений (1958);
- Подземная разработка магнетитовых кварцитов в Криворожском бассейне (1983);
- Циклично-поточная технология подземной разработки магнетитовых кварцитов (1986).

Как педагог подготовил 14 докторов и 73 кандидата наук.
Профессор Малахов читал лекции во Фрайбургской горной академии, в горных колледжах университетов городов Глазго и Кемпберн. Выступал с научными докладами в Канаде, США, Индии. Книги Георгия Михайловича переводились на китайский язык.
Неоднократно избирался депутатом Криворожского городского совета.
Умер 2 июля 2001 года в Кривом Роге, где и был похоронен.

## Награды
- Сталинская премия третьей степени (1948) — за разработку и внедрение высокопроизводительной системы этажно-принудительного обрушения в условиях Криворожского железорудного бассейна;
- Государственная премия УССР в области науки и техники (1970) — за коренное усовершенствование методов разработки мощных месторождений;
- премия АН УССР имени В. И. Вернадского (1987; в соавторстве);
- Почётный гражданин Кривого Рога (1997)[4];
- Знак «За заслуги перед городом» (Кривой Рог) 3-й степени (№ 375; 10.5.2000);
- знак «Шахтёрская слава» трёх степеней;
- орден Ленина;
- орден Октябрьской Революции;
- орден Трудового Красного Знамени;
- орден «Знак Почёта»;
- пять медалей.

## Память
- Именем названа улица в Кривом Роге[5].
- Памятная доска на фасаде старого корпуса КГРИ в Кривом Роге[6][7].